# Liste friesischer Wörter
Diese Liste enthält Wörter aus sechs friesischen Dialekten und den benachbarten Sprachen Niederländisch, Niederdeutsch, Hochdeutsch und Dänisch. Sie dient als Ergänzung zu den Fachartikeln der einzelnen Sprachen.

## Aussagen aus dem Vergleich
Die Tabellenform demonstriert die Verwandtschaft der Dialekte untereinander und den Einfluss der benachbarten Sprachen. Dabei sind folgende Beobachtungen möglich:
- Während alle benachbarten Sprachen den gleichen Wortstamm für Geld benutzen, haben die friesischen Dialekte einen eigenen gleichen Wortstamm. Hier liegt wohl eine gemeinsame Wurzel aus dem Altfriesischen vor. Vergleiche altfriesisch jeld.
- Die Wörter für ‚Weihnachten‘ und ‚Bratkartoffeln‘ sind eher von den benachbarten Sprachen übernommen. Die Kartoffel kam erst nach der Aufspaltung des Altfriesischen nach Europa.
- Wörter wie diejenigen für ‚blau‘, ‚drei‘, ‚sitzen‘ und ‚Kleider‘ haben einen gemeinsamen Wortstamm in allen Sprachen. Hier kann eine gemeinsame Wurzel in der Gruppe der westgermanischen Sprachen vermutet werden.
- Die Zweisprachigkeit der Westfriesen innerhalb der Niederlande bewirkt die Übernahme moderner Wörter aus dem Niederländischen.
- Die geographische Isolation der „Sprachinsel“ Saterland von den übrigen Dialekten verstärkt den Unterschied.
- Unter den nordfriesischen Dialekten unterscheidet sich das Festlandfriesische (wie das Mooring) stärker von den drei Insel-Dialekten.
- Je nördlicher ein Dialektgebiet liegt, desto größer ist der Einfluss des Dänischen auf den Wortschatz.[1][2]

## Grenzen der Nutzung
Der Vergleich wird erschwert durch die unterschiedlichen orthographischen Systeme. Die Vorlage weist bereits Abweichungen von gängigen Schreibweisen auf. Ein objektiver Vergleich wäre durch phonetische Schreibweise möglich.
Wenn sich Wörter benachbarter Sprachen ähneln, ist das nicht unbedingt ein Zeichen der Verwandtschaft beider Sprachen, sondern oft ein Indiz für den Kontakt beider Gruppen durch Handel und Kultur. Die Verwandtschaft zweier Sprachen ist eindeutiger an der grammatikalischen Struktur erkennbar.
Alle dargestellten Sprachen sind in Wirklichkeit vielgestaltiger: Die friesischen Dialekte sind hier nur eine Auswahl aus Westfriesisch, Ostfriesisch und Nordfriesisch; außer den Hochsprachen Niederländische Standardsprache (Algemeen Beschaafd Nederlands), Standarddeutsch (Hochdeutsch) und Standarddänisch (Rigsdansk) gibt es Dialektformen – insbesondere gibt es kein einheitliches Niederdeutsch.

## Informationsquellen
Die Auswahl folgt der Synopse aus den Beispielsätzen von Århammar. Sie enthält ausgewählte Basiswörter der Alltagssprache. Die einzelnen Wörter erscheinen im Kontext flektiert. Um sie isoliert darzustellen, wurde versucht, bei Verben die Form des Infinitivs und bei Adjektiven und Substantiven die Form des Nominativs darzustellen. Pluralformen blieben erhalten. In den Beispielsätzen ist die Reihenfolge der Wörter in allen Sprachen gleich bis auf die dänische, in der das Prädikat nicht am Ende des Satzes steht (Dafür stand der Artikel wie bei den anderen Sprachen vor dem Substantiv).
|                 | Niederländisch | Holländisch: Weitgehend identisch mit dem Dialekt der Provinzen Nord- und Südholland. |
| Westfriesisch   | Westerlauwers (westlich vom Fluss Lauwers) aus der niederländischen Provinz Friesland. Entspricht dem Dialekt in der Nähe der Stadt Leeuwarden. In den Niederlanden gilt es als Standardfriesisch und wurde aus Kleifriesisch (Kleifries) und Waldfriesisch (Woudenfries) entwickelt. Die Orthographie ist dem Niederländischen angenähert. |                                                                                       |
| Ostfriesisch    | Saterfriesisch (Seeltersk) ist der einzige verbliebene Dialekt des Ostfriesischen. Die Orthographie ist dem Deutschen angenähert. |                                                                                       |
| Nordfriesisch   | Mooring (Mååring) besteht aus zwei von 8 Dialekten auf dem nordfriesischen Festland und den Halligen (sowie historisch der Insel Strand). Dieses Gebiet wurde erst 400 Jahre nach den Inseln Sylt, Föhr und Amrum von Friesen besiedelt. Der Dialekt unterscheidet sich entsprechend.                                                       |                                                                                       |
| Nordfriesisch   | Föhr-Amrumer Friesisch (Fering-Öömrang) sind zwei sehr ähnliche Dialekte, die hier zusammengefasst sind. |                                                                                       |
| Nordfriesisch   | Sylter Friesisch (Sölring) |                                                                                       |
| Nordfriesisch   | Helgoländer Friesisch (Halunder) |                                                                                       |
| Niederdeutsch   | Niederdeutsch wird hier repräsentiert durch den westschleswigischen Dialekt. |                                                                                       |
| Standarddeutsch | Hochdeutsch |                                                                                       |
| Standarddänisch | Dänisch (Rigsdansk) entwickelte sich aus den Dialekten Kopenhagens sowie (bis 1658) Malmös als den politisch-kulturellen Zentren des Landes. Die Nordfriesen hatten eher Kontakt mit dem dänischen Dialekt Südjütisch (Sønderjysk) in den Varianten Vestlige Sønderjysk und Mellemslesvigsk.                                                |                                                                                       |

| Holländisch         | Westerlouwers         | Saterländisch     | Mooring           | Föhr/Amrum           | Sylt              | Helgoland       | Niederdeutsch       | Hochdeutsch      | Dänisch           |
| ------------------- | --------------------- | ----------------- | ----------------- | -------------------- | ----------------- | --------------- | ------------------- | ---------------- | ----------------- |
| vuur                | fjoer                 | fjuur             | iilj              | ial'                 | jöl               | iáál            | Füür                | Feuer            | ild               |
| en                  | en                    | un                | än                | an                   | en                | en              | un                  | und              | og                |
| water               | wetter                | woater            | wååder            | weeder               | weeter            | weeter          | Wåter               | Wasser           | vand              |
| mogen               | meie                  | mugen             | mooge             | mei                  | mai               | mai             | dörven              | dürfen           | ville             |
| niet                | net                   | nit               | ai                | ei                   | ek                | ni              | nich                | nicht            | ikke              |
| graag               | graag/jerne           | jädden            | hål               | hal'                 | hol               | gearn           | geern               | gern             | gerne             |
| iets                | wat/eat               | wat               | wat               | wat                  | wat               | wat             | wat                 | etwas            | noget             |
| met elkaar          | mei-inoar             | mädnunner         | ma'nouder         | mä-arköler/-arkööder | me-arküđer        | med-arker       | mitenanner/tohoop   | miteinander      | med hinanden      |
| doen                | dwaan                 | dwoon             | douen             | dun                  | dön               | dun             | doon                | tun              | gøre              |
| hebben              | hawwe                 | häbe              | heewe             | haa                  | haa               | hoa             | hebben              | haben            | have              |
| van                 | fan                   | fon               | foon              | faan                 | fan               | fan             | vun                 | von              | fra               |
| hun                 | harren                | hiere             | jare              | hörens               | jaar              | herrem          | ehr/jerre/emme      | ihren            | deres             |
| kinderen            | bern                  | bäidene           | bjarne/jung(en)se | jongen               | jungen            | künner          | Kinner              | Kinder           | børn              |
| drie                | trije                 | träi              | tra               | trii                 | trii              | tree            | dree                | drei             | tre               |
| jongens             | jonges                | wäänte            | dränge            | dringer              | dreenger          | jongen          | Jungs               | Jungen           | drenge            |
| meisjes             | famkes                | wuchtere          | foomne            | foomnen              | faamner           | foameler        | Deerns              | Mädchen          | piger             |
| krijgen/kregen      | krije/krigen          | kriege/kregen     | foue/füngen       | fu/fing              | fo/fing           | wen/fin         | kriegen/kregen      | kriegen/kriegten | få/fik            |
| elk                 | elk                   | älke              | arks              | ark                  | ark               | alle/ark        | jeed/elk            | jedes            | hvert             |
| jaar                | jier/alle             | jier              | iir               | juar                 | jaar              | jooar           | Johr                | Jahr             | år                |
| met                 | jierren               | tou               | tu                | tu                   | tö                | tu              | to                  | zu               | til               |
| Kerst               | mei krysttyd          | middewinter       | jül               | jul                  | jööl              | wiinachten      | Wiehnachten         | Weihnachten      | jul               |
| geld                | jild                  | jeeld             | giilj             | jil'                 | jil               | jül             | Geld                | Geld             | penge             |
| of                  | of                    | of                | ooder/unti        | of                   | of                | uuder           | oder/or/orrer       | oder             | eller             |
| kleren/kleding      | klean                 | klodere/kledoazje | kluuse            | kluaser/tjüch        | kluaring/tjüch    | kloor/tjüch     | Kleder/Tüüch        | Kleider/Kleidung | klæder/tøj        |
| gestuurd            | stjoerd               | soant             | schaked           | stjüürd              | stjüürd           | sant            | (to)stüert/schickt  | geschickt        | sendt             |
| moeder              | mem                   | mäme              | mam               | mam                  | mooter            | mem             | Mudder/Moder/Modder | Mutter           | mor               |
| vader               | heit                  | babe              | taatje/tääte      | aatj                 | fååđer            | foor            | Vadder/Vader        | Vater            | far               |
| zitten              | sitte                 | sitte             | sate              | sat                  | set               | set             | sitten              | sitzen           | sidde             |
| in                  | yn                    | in                | önj               | uun                  | ön                | uun             | in                  | in               | i                 |
| blauw               | baluw                 | blau              | ween              | blä                  | blö               | bli             | blau                | blau             | blå               |
| kamer               | keamer                | stowe             | dörnsch           | dörnsk               | kööv              | dörnsk          | Stuuv/Kamer/Ruum    | Stube            | stue              |
| aan                 | by                    | an/bie            | bai               | bi                   | bi                | bi              | an/bi               | an               | ved               |
| klein               | lyts                  | lit               | lat               | let                  | lit               | let             | lütt                | klein            | lille             |
| rond                | rün                   | rund              | trin              | trin                 | runt              | rin             | rund                | rund             | rund              |
| tafel               | tafel                 | disk              | scheew            | boosel               | ståål             | taffel          | Disch               | Tisch            | bord              |
| eten                | ite                   | iete              | ääse              | iidj                 | iit               | iit             | äten/eten           | essen            | spise             |
| worst               | woárst                | wust              | wurst             | marig/wurst          | märig             | marri           | Wuss                | Wurst            | pølse             |
| gebakken aardappels | bakte ierpels/jirpels | broadtuwwelke     | brooskantüfle     | braaset eer(daa)pler | braaret iartapels | broadkantüffels | Braadkartüffeln     | Bratkartoffeln   | brasede kartofler |
| met                 | mei                   | mäd               | ma                | mä                   | me                | med             | mit                 | mit              | med               |
| messen              | messen                | soakse            | kniw(ing)e        | kniiwer              | kniiwer           | kniiwer         | Mest/Knief, Kniep   | Messer           | knive             |
| vorken              | foárken               | fuurken           | gooble            | goobler/furken       | gaaweler          | goabeler        | Gaveln/Forken       | Gabeln           | gafler            |
| lepels              | lappels               | lätsen            | schii(si)nge      | skaaser/skaaier      | skaier            | leepeler        | Läpel, Löpel        | Löffel           | skeer             |
| Holländisch         | Westerlouwers         | Saterländisch     | Mooring           | Föhr/Amrum           | Sylt              | Helgoland       | Niederdeutsch       | Hochdeutsch      | Dänisch           |

Anmerkung: Alle friesischen Wörter sind hier kleingeschrieben. Einige Substantive stehen im Plural. Alternative Wörter sind durch Schrägstrich getrennt.

## Swadesh-Liste
Einen etwas anderen Ansatz verfolgt Wiktionary mit einer Swadesh-Liste von 207 elementaren Wörtern, benannt nach Morris Swadesh. Hier ist nicht der Zusammenhang des Friesischen mit den Nachbarsprachen relevant, sondern die Beziehung der friesischen Dialekte untereinander. Die Nordfriesischen Dialekte sind fast vollständig vertreten.